# Ramegnies-Chin
Ramegnies-Chin is een dorp in de Belgische provincie Henegouwen, en een deelgemeente van de Waalse stad Doornik. Ramegnies-Chin was een zelfstandige gemeente, tot die bij de gemeentelijke herindeling van 1977 toegevoegd werd aan de gemeente Doornik.

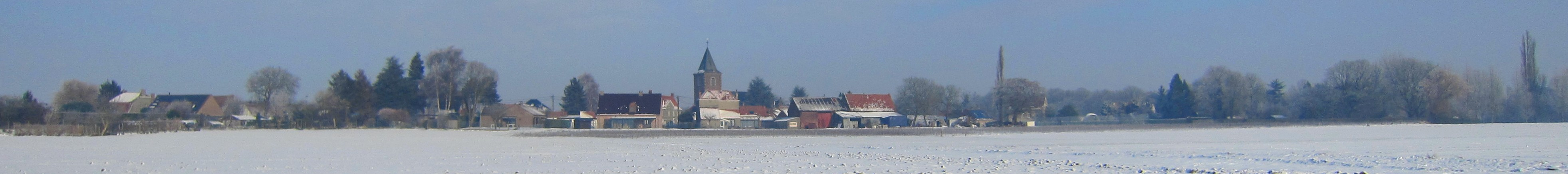
Zicht op Ramegnies-Chin

## Bezienswaardigheden
- Het Kasteel van Chin (Château de Chin) van 1876.
- Het Kasteel van Ramegnies (Château de Ramegnies), herbouwd na 1920.
- De Sint-Urbanuskerk (Église Saint-Urbain), eenbeukige kerk met romaans/gotisch schip, gebouwd in kalksteen. Classicistische toren van 1774.
- Op het kerkhof van Ramegnies-Chin ligt een perk met 21 Britse gesneuvelde militairen uit de Tweede Wereldoorlog die bij de Commonwealth War Graves Commission geregistreerd staan onder Ramegnies-Chin Churchyard.

## Natuur en landschap
Ramegnies-Chin ligt aan de Schelde. Ten zuiden van de kern van Ramegnies ligt het gehucht Pont-à-Chin, waar zich een brug over de Schelde bevindt. De hoogte bedraagt 15-28 meter.

## Demografische ontwikkeling
- Bronnen:NIS, Opm:1831 tot en met 1970=volkstellingen

## Politiek
Ramegnies-Chin had een eigen gemeentebestuur en burgemeester tot de fusie van 1977. 

### Burgemeesters
| Tijdspanne | Tijdspanne  | Burgemeester             |
| ---------- | ----------- | ------------------------ |
|            | 1904 - 1920 | Octave Cossée de Maulde  |
|            | 1920 - 1940 | Vincent Cossée de Maulde |

## Nabijgelegen kernen
Froyennes, Kain, Esquelmes, Bailleul, Templeuve